# 逐星女 (第三季)
美國劇情類超級英雄網路影集《逐星女》第三季《友敵》（Frenemies）計劃於2022年首播。影集改編自DC漫畫旗下、由傑夫·強斯和李·莫德（Lee Moder）共同創作的同名漫畫。傑夫·強斯擔當節目統籌。
2021年5月，在第二季開播之前，CW電視網宣佈預訂第三季。布蕾克·貝辛格確定回歸領銜出演標題角色寇特妮·惠特莫爾，伊薇特·蒙瑞爾、安傑利卡·華盛頓、卡梅倫·蓋爾曼、特拉·羅馬諾（Trae Romano）、梅格·德拉西、艾咪·史瑪特、盧克·威爾遜以及亨特·桑塞（Hunter Sansone）回歸出演各自角色。尼爾·霍普金斯、喬伊·奧斯曼斯基和喬爾·麥克哈爾被提升為主演。
寇特妮·惠特莫爾原是一名高中女生，獲得反重力武器宇宙之杖之後，成為超級英雄「逐星女」，並成為第二代美國正義協會的領導人。本季中回歸的美國正義協會的其餘成員包括伊薇特·蒙瑞爾飾演的「二代野貓」尤蘭達·蒙特斯、安傑利卡·華盛頓飾演的「二代午夜神醫」貝絲·查佩以及卡梅倫·蓋爾曼飾演的「二代時俠」瑞克·泰勒。特拉·羅馬諾出演寇特妮的繼弟麥克·杜根。梅格·德拉西出演「龍王」伊藤四朗的女兒「剃刀」辛迪·伯曼。艾咪·史瑪特和盧克·威爾遜分別出演寇特妮的母親芭芭拉·惠特莫爾·杜根和繼父「星條」帕特·杜根。帕特·杜根是第一代美國正義協會領導人「星俠」席維斯特·班柏頓的助手。亨特·桑塞出演「冰柱」喬丹·馬肯特的兒子卡梅倫·馬肯特。尼爾·霍普金斯和喬伊·奧斯曼斯基分別飾演「運動大師」勞倫斯·克羅克和「虎女」寶拉·布魯克斯夫婦，兩人阿提米絲·克羅克是父母。喬爾·麥克哈爾飾演「星俠」席維斯特·班柏頓。本季於2021年10月起在美國喬治亞州亞特蘭大開機拍攝，2022年3月殺青。

## 集數
| 總集數 | 集數 （季） | 標題 | 譯名               | 導演            | 編劇                           | 上線日期       | 製作代碼 | 美國收視人數 （百萬） |
| ------ | ----------- | ---- | ------------------ | --------------- | ------------------------------ | -------------- | -------- | --------------------- |
| 27     | 1           |      | 友敵-第一章ː殺人犯 | 安蒂·阿瑪加尼安 | 傑夫·強斯                      | 2022年8月31日  | 待公佈   | 待定                  |
| 28     | 2           |      | 友敵-第二章ː嫌疑人 | 安蒂·阿瑪加尼安 | 羅比·海恩                      | 2022年9月7日   | 待公佈   | 待定                  |
| 29     | 3           |      | 友敵-第三章ː敲詐   | 沃爾特·加西亞   | 泰勒·史崔茲                    | 2022年9月14日  | 待公佈   | 待定                  |
| 30     | 4           |      | 友敵-第四章ː證據   | 沃爾特·加西亞   | 寶拉·塞文伯爾                  | 2022年9月21日  | 待公佈   | 待定                  |
| 31     | 5           |      | 友敵-第五章ː小偷   | 莉亞·湯遜       | 史蒂夫·哈珀                    | 2022年10月5日  | 待公佈   | 待定                  |
| 32     | 6           |      | 友敵–第六章：背叛  | 莉亞·湯遜       | 阿爾弗雷多·塞普蒂安＆杜里·梅爾 | 2022年10月12日 | 待公佈   | 待定                  |
| 33     | 7           |      | 友敵：第七章       | 待公佈          | 詹姆斯·戴爾·羅賓遜             | 待公佈         | 待公佈   | 待定                  |
| 34     | 8           |      | 友敵：第八章       | 待公佈          | 待公佈                         | 待公佈         | 待公佈   | 待定                  |
| 35     | 9           |      | 友敵：第九章       | 待公佈          | 待公佈                         | 待公佈         | 待公佈   | 待定                  |
| 36     | 10          |      | 友敵：第十章       | 待公佈          | 待公佈                         | 待公佈         | 待公佈   | 待定                  |
| 37     | 11          |      | 友敵：第十一章     | 待公佈          | 待公佈                         | 待公佈         | 待公佈   | 待定                  |
| 38     | 12          |      | 友敵：第十二章     | 待公佈          | 詹姆斯·戴爾·羅賓遜             | 待公佈         | 待公佈   | 待定                  |
| 39     | 13          |      | 友敵：第十三章     | 待公佈          | 待公佈                         | 待公佈         | 待公佈   | 待定                  |

## 演員與角色

### 主要角色
- 布蕾克·貝辛格（英语：Brec Bassinger） 飾演 寇特妮·惠特莫爾／逐星女（英语：Courtney Whitmore）[1]

- 伊薇特·蒙瑞爾（英语：Yvette Monreal） 飾演 尤蘭達·蒙特斯／二代野貓（英语：Wildcat (Yolanda Montez)）[1]

- 安傑利卡·華盛頓（英语：Anjelika Washington） 飾演 貝絲·查佩／二代午夜神醫（英语：Doctor Mid-Nite）[1]

- 卡梅倫·蓋爾曼（英语：Cameron Gellman） 飾演 瑞克·泰勒／二代時俠（英语：Hourman (Rick Tyler)）[1]

- 特拉·羅馬諾（Trae Romano） 飾演 麥克·杜根（Mike Dugan）[1]

- 梅格·德拉西（英语：Meg DeLacy） 飾演 辛迪·伯曼／剃刀（英语：Shiv (comics)）[1]

- 艾咪·史瑪特 飾演 芭芭拉·惠特莫爾·杜根（Barbara Whitmore Dugan）[1]

- 盧克·威爾遜 飾演 帕特·杜根／星條（英语：Pat Dugan）[1]

- 亨特·桑塞（Hunter Sansone） 飾演 卡梅倫·馬肯特（英语：Icicle (comics)#Cameron Mahkent）[1]

- 尼爾·霍普金斯（英语：Neil Hopkins） 飾演 勞倫斯·克羅克／運動大師（Lawrence "Crusher" Crock / Sportsmaster）[2]

- 喬伊·奧斯曼斯基（英语：Joy Osmanski） 飾演 寶拉·布魯克斯／虎女（Paula Brooks / Tigress）[2]

- 喬爾·麥克哈爾 飾演 席維斯特·班柏頓（英语：Sylvester Pemberton）／星俠（英语：Starman (comics)）[3]

### 常設角色
- 伊莎·彭里約（Ysa Penarejo） 飾演 珍妮-林恩·海登（Jennie-Lynn Hayden）

- 史黛拉·史密斯（Stella Smith） 飾演 阿提米絲·克羅克（Artemis Crock）

- 乔纳森·凯克（英语：Jonathan Cake） 飾演 理查·斯威夫特／陰影（英语：Shade (character)）

- 阿爾科亞·布倫森（英语：Alkoya Brunson） 飾演 傑金·威廉斯／霹靂傑金（英语：Jakeem Thunder）

- 蒂姆·加布里埃爾（Tim Gabriel） 飾演 托德·賴斯／黑曜石（英语：Obsidian (comics)）[4]

## 製作

### 開發
2021年5月3日，在第二季開播之前，CW電視網宣佈預訂第三季，由HBO Max和CW電視網共同出資製作。

### 選角
布蕾克·貝辛格確定回歸領銜出演標題角色寇特妮·惠特莫爾，伊薇特·蒙瑞爾、安傑利卡·華盛頓、卡梅倫·蓋爾曼、特拉·羅馬諾（Trae Romano）、梅格·德拉西、艾咪·史瑪特、盧克·威爾遜以及亨特·桑塞（Hunter Sansone）回歸出演各自角色。2021年8月，尼爾·霍普金斯和喬伊·奧斯曼斯基確定在第三季被提升為主演，分別回歸飾演「運動大師」勞倫斯·克羅克和「虎女」寶拉·布魯克斯夫婦。2021年10月，喬爾·麥克哈爾確定在第三季被提升為主演，回歸飾演「星俠」席維斯特·班柏頓。
2022年3月，蒂姆·加布里埃爾（Tim Gabriel）確定參演影集，飾演「黑曜石」托德·賴斯。

### 拍攝
2021年10月，製作組在美國喬治亞州亞特蘭大開機拍攝，2022年3月17日殺青。

## 宣傳與發行

### 電視播出
《逐星女》第三季計劃於2022年夏季在CW電視網獨播。

## 資料來源
1. 1 2 3 4 5 6 7 8 9 10 11  Morrison, Matt. . Screen Rant. 2021-11-03  [2021-11-14]. （原始内容存档于2022-03-30） （美国英语）.
2. 1 2 3  Del Rosario, Alexandra. . Deadline Hollywood. 2021-08-27  [2021-08-27]. （原始内容存档于2021-08-27） （美国英语）.
3. 1 2  Choe, Brandon. . Deadline Hollywood. 2021-10-03  [2021-10-04]. （原始内容存档于2021-11-03） （美国英语）.
4. 1 2  Bucksbaum, Sydney. . Entertainment Weekly. 2022-03-28  [2022-04-26]. （原始内容存档于2022-04-20） （美国英语）.
5. ↑  White, Peter. . Deadline Hollywood. 2021-05-03  [2021-05-03]. （原始内容存档于2021-05-03） （美国英语）.
6. ↑  Ho, Rodney. . Atlanta Journal-Constitution. 2021-10-16  [2022-04-26]. （原始内容存档于2022-03-27） （美国英语）.
7. ↑  Anderson, Jenna. . Comicbook.com. 2022-03-18  [2022-04-26]. （原始内容存档于2022-04-21） （美国英语）.

## 外部連結
- 官方网站
- 《逐星女 (第三季)》各集列表 来自互联网电影数据库